# Gloster VI
Dimensions
Le Gloster VI est un hydravion de course développé pour la coupe Schneider de 1929 par la Gloster Aircraft Company.
L'avion reçut le surnom de Golden Arrow, en partie en référence à sa couleur et à son large capotage moteur trilobe distinctif en flèche, mais aussi à un autre chasseur de record contemporain motorisé par un moteur Napier Lion, la Golden Arrow d'Henry Segrave, voiture de records de vitesse sur terre.

## Conception et développement
Le Gloster VI est l'évolution finale d'une lignée d'hydravions de course Gloster conçus spécifiquement pour la coupe Schneider. Depuis le Gloster II, grâce au succès du Gloster III (2e place en 1925), et du Gloster IV. Alors que Henry Folland, le designer en chef de Gloster, commençait à travailler sur un nouveau biplan pour l'épreuve de 1929 (le Gloster V), des problèmes de centre de gravité conduisirent à éliminer la conception originale en biplan pour choisir une configuration monoplan.
Le Gloster VI était un monoplan à aile basse. Une caractéristique évidente sur les photographies montre la manière dont les bases des ailes sont effilées afin de réduire l'épaisseur et d'augmenter le contrôle latéral à faible vitesse. L'avion conserva le moteur Napier Lion qui avait motorisé le précédent Gloster, mais avec une puissance portée à 1,320 ch (985 kW) grâce à un compresseur. Le refroidissement du moteur se faisait à travers de minces radiateurs de surface sur chaque aile.

## Historique opérationnel

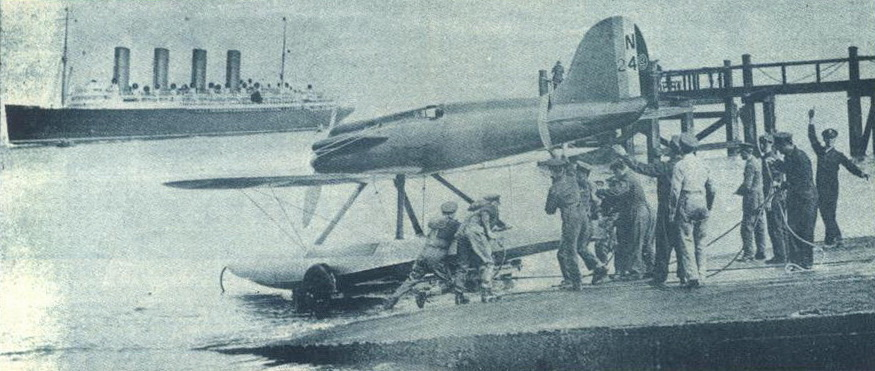
N249 à la coupe Schneider 1929

Deux avions (N° de série N249 & N250) furent construits. Le premier vola le 25 août 1929 et le second le 31 août. L'avion s'avéra prometteur notamment à grande vitesse, mais rencontra des problèmes d'alimentation en carburant lors des virages, entraînant des coupures moteur. Pour une entreprise aussi dangereuse qu'une course à faible altitude, c'était un risque inacceptable et l'avion fut retiré de la compétition de 1929, laissant la voie libre au Supermarine S.6 pour gagner. Une théorie alternative répandue sur son retrait serait que le camion livrant les moteurs Napier eut un accident et qu'il n'y eut pas assez de temps pour réparer les dégâts le jour suivant.
Le 10 septembre 1929, le jour suivant la victoire du Supermarine S.6, N249 retourna en vol. Le Flight Lieutenant George Stainforth vola sur une distance d'un mile avec une vitesse de pointe de 565,4 km/h et signa un record du monde absolu de vitesse, avec une moyenne sur les quatre passages établi à 541,2 km/h. Ce record ne tint que brièvement, puisqu'il fut battu par le Chef d'Escadron Auguste Orlebar dans le S.6 qui réussit à voler à plus de 563 km/h. Lors de la finale de la Coupe Schneider de 1931, le Gloster VI était toujours en service au sein du High Speed Flight RAF en tant qu'avion d'entrainement.

## Opérateurs
Royaume-Uni
- Royal Air Force
  - High Speed Flight RAF